# I Call Your Name
I Call Your Name – czwarty singel szwedzkiego duetu Roxette. Został wydany w styczniu 1988 jako czwarty i ostatni promujący debiutancki album Pearls of Passion.

## Utwory

### Strona A
- I Call Your Name

### Strona B
- Surrender